# Plesiozonus
Plesiozonus is een geslacht van zee-egels uit de familie Paleopneustidae.

## Soorten
- Plesiozonus diomedeae Mortensen, 1948
- Plesiozonus hirsutus de Meijere, 1903
- Plesiozonus tenuis David & De Ridder, 1989